# Ototylomys chiapensis
Ototylomys chiapensis és una espècie de mamífer rosegador de la família dels cricètids. És endèmic de Mèxic. Té una llargada de cap a gropa de 139-194 mm, la cua de 135-174 mm, els peus de 30-34 mm i les orelles de 20-27 mm. El seu nom específic, chiapensis, significa ‘de Chiapas’ en llatí. Com que fou descoberta fa poc, l'estat de conservació d'aquesta espècie encara no ha estat avaluat formalment.